# Pyrenacantha gabonica
Pyrenacantha gabonica är en tvåhjärtbladig växtart som beskrevs av F.J. Breteler & J.-f Villiers. Pyrenacantha gabonica ingår i släktet Pyrenacantha och familjen Icacinaceae. Inga underarter finns listade i Catalogue of Life.